# Ra (album)
Ra is het dertiende muziekalbum van de Duitse muziekgroep Eloy. Ra is het album dat gold als doorstart van de band, nadat die na de soundtrack Codename Wildgeese stil kwam te liggen. Het album dateert nog uit de overgangstijd tussen elpee en compact disc. Het tekstblad met alle gegevens is uit de elpee overgenomen en onleesbaar naar het cd-mapje overgezet. Het album verscheen ook nog op muziekcassette. Het is opgenomen in de Horus Studio in Hannover en de privéstudio van Gerlach in Berlijn. Het album staat in de ogen van de fans uit de jaren 70 bekend als (een van) de slechtste die Eloy heeft gemaakt; dat werd veroorzaakt door het gebruik van een drumcomputer, die alles vervlakt, terwijl in die tijd het medium cd werd geroemd vanwege de dynamiek die het kon laten horen. Fans uit de jaren 80 vonden het album juist goed, juist vanwege de zaken die de oudere fans afkeurden.

## Musici
- Frank Bornemann – gitaar, zang
- Michael Gerlach – toetsinstrumenten

met
- Achim Gieseler — toetsinstrumenten op "Invasion of a Megaforce" en "Rainbow"
- Stefan Höls — basgitaar op "Invasion of a Megaforce", achtergrondzang op  "Dreams" en "Rainbow"
- Darryl van Raalte — fretless basgitaar op "Dreams"
- Paul Harriman — basgitaar on "Sensations"
- Anette Stangenberg — zang op "Rainbow", "Dreams" en "Invasion of a Megaforce"
- Diana Baden — fluisterzang op "Dreams"
- Tommy Newton — gitaar op "Sensations"
- Udo Dahmey — slagwerk op "Invasion of a Megaforce"
- Sue Wist — zang intro "Voyager of the Future Race"

## Tracklist
| Nr. | Titel                      | Duur |
| --- | -------------------------- | ---- |
| 1.  | Voyager of the future race | 9:03 |
| 2.  | Sensations                 | 5:13 |
| 3.  | Drams                      | 8:09 |

| Nr. | Titel                                           | Duur |
| --- | ----------------------------------------------- | ---- |
| 1.  | Invasions of a megaforce (Bornemann / Gieseler) | 7:45 |
| 2.  | Rainbow (Bornemann / Gieseler)                  | 5:23 |
| 3.  | Hero                                            | 6:53 |